# Asura eichhorni
Asura eichhorni là một loài bướm đêm thuộc phân họ Arctiinae, họ Erebidae.